# 로지바브
로지바브(Pethia conchonius)는 잉어목 잉어과에 속하는 물고기이다. 몸길이는 8cm로서 소형인 잉어과 물고기이다.

## 특징과 먹이
로지바브는 잉어과의 열대어들 중에서 암컷이 아름다운 귤색의 빛이 있으며 수컷은 붉은색의 빛이 있고 등지느러미와 후비부에 검은점이 있는 물고기이다. 어렸을 때는 암수가 모두 평범하고 수수한 살빛을 띄지만 자라나면서 수컷은 붉은색의 빛을 띄게 된다. 지느러미는 붉은색과 귤색이 합쳐진 색을 가지고 있으며 전신의 비늘에 광채가 아름다운 물고기이다. 산란기가 되면 수컷의 붉은색은 더욱 붉어지고 복부가 크게 부풀어 오른다. 먹이로는 야생에선 수생 곤충과 수생 식물을 모두 먹는 잡식성의 어류이며 관상어로 키울 때는 사료를 줘도 잘먹는다.

## 서식지와 산란기
로지바브는 인도가 원산지로서 인도에서 주로 서식하며 강의 중류에서 물풀이 많은 곳에 주로 서식한다. 산란기는 4월에서 6월사이인 봄과 초여름이며 산란기일 때는 수컷들이 암컷을 두고 싸우기도 한다. 수컷에 의해 암컷의 알이 수정되면 암컷은 최대 400개의 알을 산란하며 주로 수초가 많은 곳을 산란장소로 선호한다. 로지바브가 살아가는 데에 있어 알맞는 수온은 22°~28°가 된다.

## 관상어로서 주의사항
로지바브는 관상어로서도 인기가 있으며 무리를 이뤄서 군영을 이루는 모습도 아름다운 모습을 보이는 물고기이다. 수명은 2년에서 3년이 되며 초보사육자도 기르기에 적합한 어종이기도 하다. 다만 로지바브가 살아가는 데에 있어 적정한 온도인 22°~28°의 수온을 항상 유지해줘야 하며 수온이 맞지 않으면 폐사하는 일이 생기므로 반드시 적정한 수온을 어항에 유지해야 한다.